# Marschnerstraße 3/3a

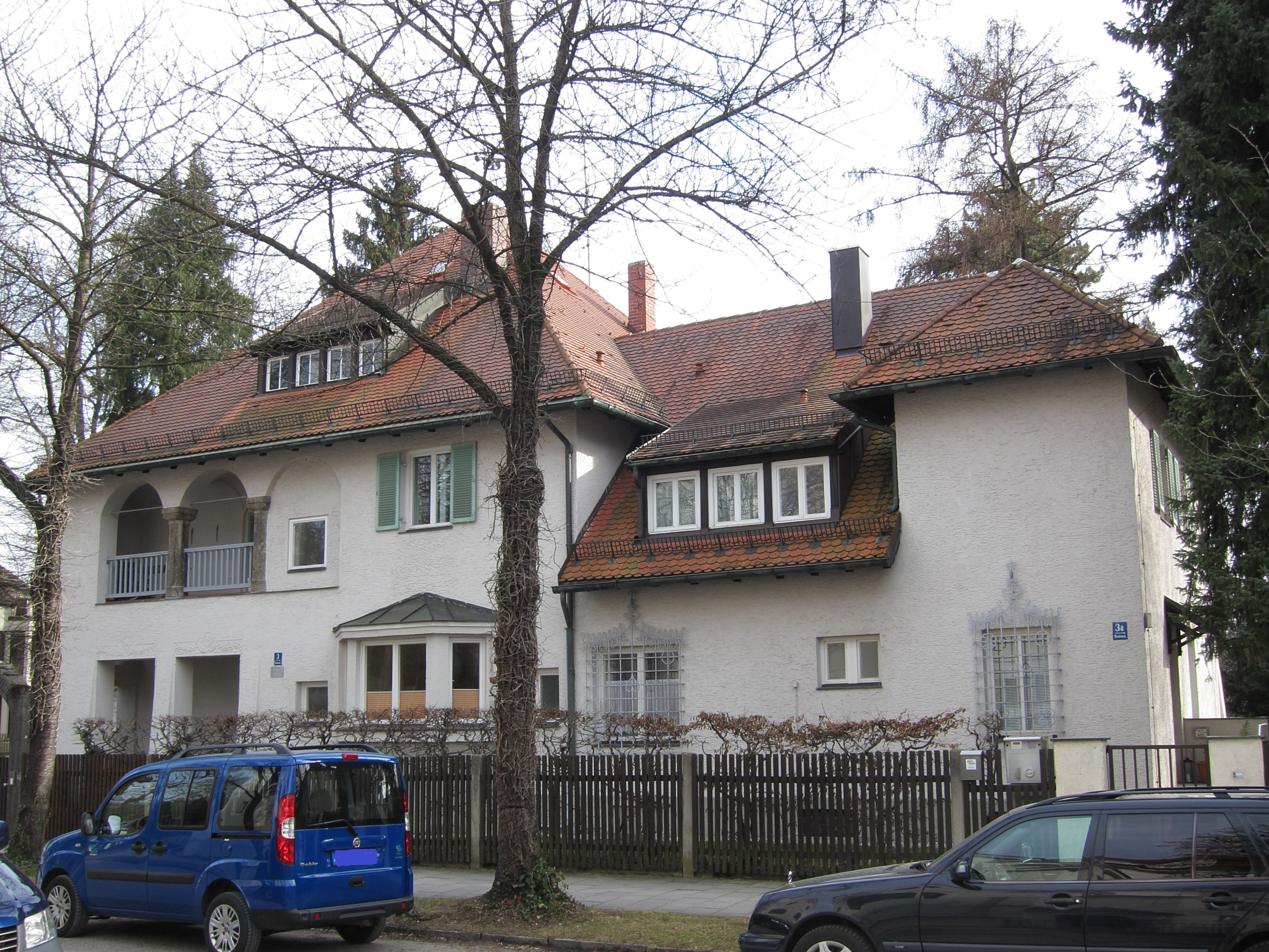
Haus Marschnerstraße 3/3a in Pasing

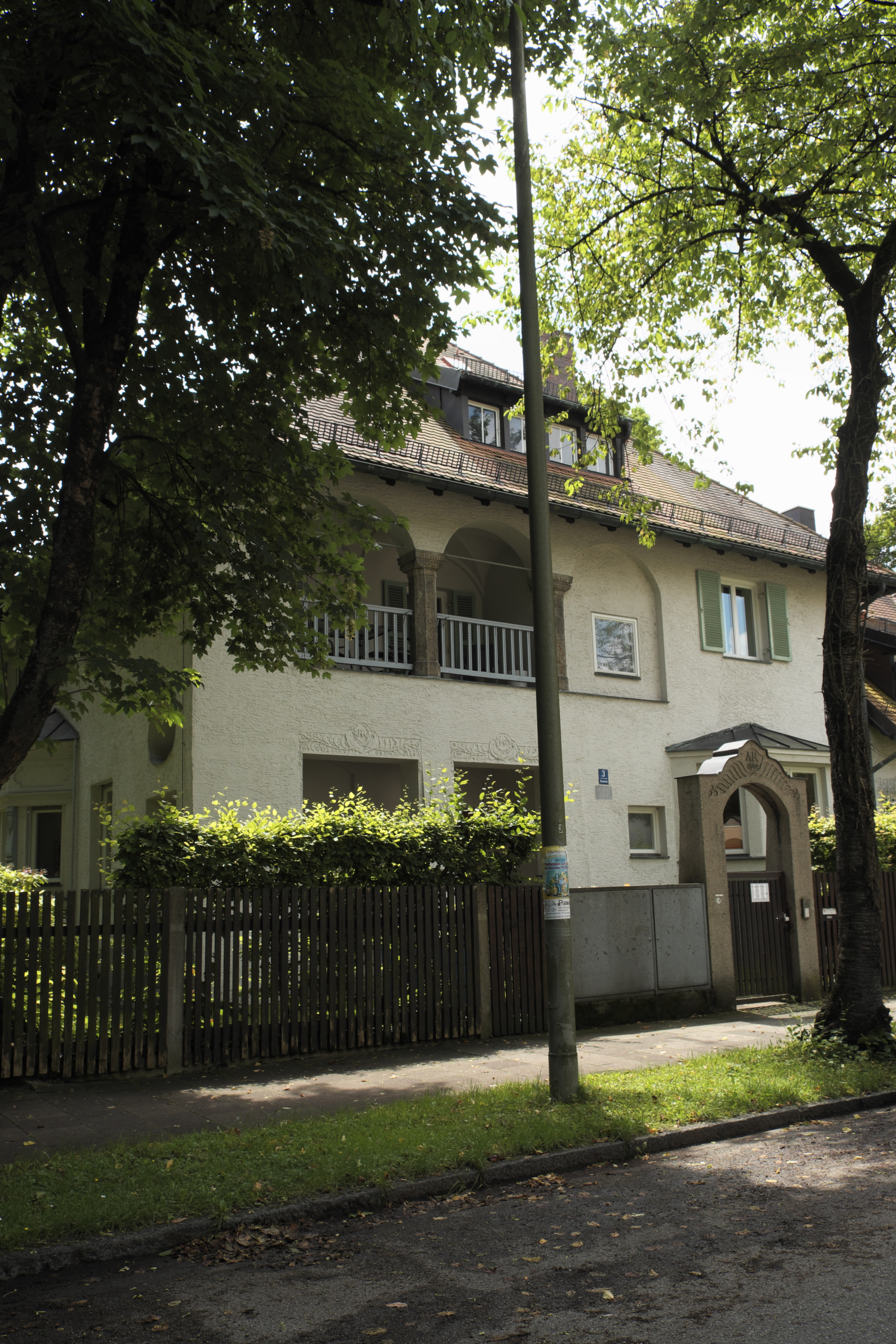
Ansicht mit Eingang

Das Wohnhaus Marschnerstraße 3/3a im Stadtteil Pasing der bayerischen Landeshauptstadt München wurde 1900 errichtet. Das Doppelhaus in der Marschnerstraße ist ein geschütztes Baudenkmal.
Das ehemalige Wohnhaus von Arthur Riemerschmid (1864–1929) wurde nach Plänen des Architekten Theodor Fischer erbaut. Die Innenausstattung entwarf Richard Riemerschmid (1868–1957), der Bruder von Arthur Riemerschmid. Der Familie Riemerschmid gehörten die Ländereien, auf denen August Exter ab 1897 die Villenkolonie Pasing II errichtete. 
Das asymmetrische Doppelhaus wird seit 1930 als evangelisch-lutherisches Pfarramt der Himmelfahrtgemeinde genutzt. Vor dem Umbau im Jahr 1966 wurden originale Ausstattungsteile ins Stadtmuseum überführt.